# Deledda (krater)
Deledda är en nedslagskrater med en diameter på 32 kilometer, på planeten Venus. Deledda har fått sitt namn efter den italienska författaren Grazia Deledda.